# Vor Pampus liegen
Die niederländische Redewendung vor Pampus liegen (voor pampus liggen) leitet sich von der bei Amsterdam gelegenen Untiefe Pampus her. Sie hat mehrere Bedeutungen, nämlich volltrunken zu sein, (von der Hitze) ohnmächtig zu sein und (durch übermäßiges Essen) handlungsunfähig zu sein. 

## Handlungsunfähigkeit
Zu Zeiten des kolonialen Welthandels der Niederlande konnten die schwerbeladenen Schiffe kurz vor dem Amsterdamer Hafen nicht einfach passieren. Um die Schiffe in den Hafen zu bringen, setzte man Schiffskamele ein. Diese wurden an den Schiffen seitlich befestigt und verringerten den Tiefgang. Die Schiffe wurden dann durch mehrere kleine Einmaster der Schiffer und Fischer aus Marken über die Untiefe gezogen. Wenn der Wind ungünstig stand, lagen die Schiffe tagelang vor Pampus.

## Volltrunkenheit

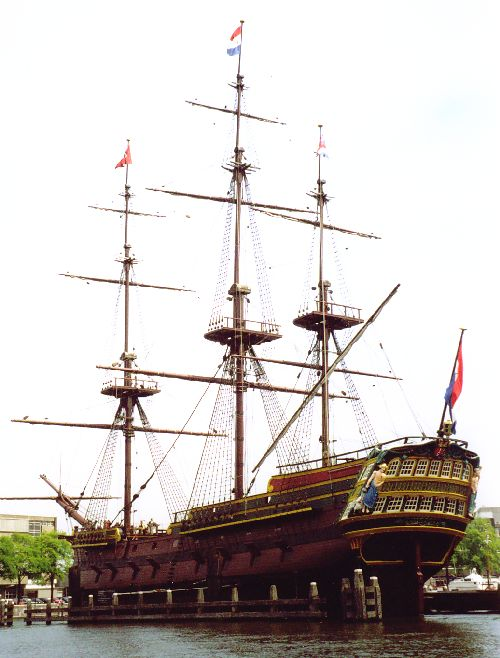
Nachbau eines Ostindienfahrers der V.O.C. im Amsterdamer Hafen

Als früher die Schiffe von ihren langen Reisen nach Amsterdam zurückkehrten, wurden die Matrosen ausgezahlt, gingen an Land und verprassten ihre Heuer mit Alkohol und Frauen. Da die Seeleute alle aus der Umgebung waren, gingen sie ohne Geld nach Hause. Für die Anwerber der V.O.C. war es schwierig neue Matrosen aus der Provinz anzuwerben. Wenn sie in ein Dorf kamen, hörten sie immer wieder, dass die Mütter zu ihren Söhnen sagten, nicht tun, das bringt nichts ein. Daraufhin arbeiteten die Leute von der V.O.C. mit einem Trick. Sobald die Schiffe vor Pampus warten mussten, bekamen die Matrosen Essen, Wasser und Seife. Dann wurde ein Bordell angemietet und die Damen und eine Menge Alkohol wurden an Bord gebracht. Nach drei Tagen waren die Matrosen völlig erledigt und gingen mit ihrem Geld nach Hause. Durch diesen Trick hatten es nun auch die Anwerber einfacher.